# 安東定季
安東 定季（あんどう さだすえ、生没年不詳）は、室町時代の武将で蝦夷地の豪族。下国山城守定季と称した。安藤康季の子で義季の弟とも伝えられ、いずれ檜山系安東氏の一門と推定されている。子に恒季がいる。
『新羅之記録』によれば、安東氏宗家である下国家当主安東政季は1456年（康正2年）、分家で秋田郡の領主であった秋田城介安東尭季（惟季）の招きに応じ、秋田小鹿島（現秋田県男鹿市）に移る際に、茂別館主の安東家政（下国守護）、大館館主の定季（松前守護）、花沢館館主の蠣崎季繁（上国守護）の3名を「守護」に任じたとされているが、実態は安東家政或いは定季が一人守護として統括していたとする見解（入間田他 1999）も出されている。これらの館は、道南十二館と呼ばれた蝦夷地における和人地の中心の一つであった。
翌1457年（長禄元年）5月、コシャマインの戦いにおいて、大館の出城の小館館主であった相原政胤とともにアイヌ側に捕らわれるが、翌月武田信広により救出された。
定季の死後恒季が大館館主となるが、粗暴で行状が極めて悪かったため配下の館主らにより宗家檜山安東忠季に訴えられた。恒季は1496年（明応5年）11月、忠季の手勢により攻められ自害し、大館は政胤の子相原季胤に預けられた。